# Mas Ral
El Mas Ral és un mas fortificat al municipi de Torroella de Montgrí (Baix Empordà) declarat bé cultural d'interès nacional. En la zona existent entre Torroella de Montgrí i l'Estartit hi ha un conjunt de masos fortificats destinats a la vigilància i defensa contra els possibles atacs provinents del mar. La torre del Mas Ral va ser construïda segurament els segles XVI-XVII, quan els pirates otomans i berberiscos assolaven les costes peninsulars.
El Mas Ral està entre els nuclis de Torroella i l'Estartit, pràcticament adossat a la carretera Gi-641 que uneix aquestes dues poblacions a l'alçada de la urbanització de les Dunes, tot i que a la banda sud de la carretera. Consta de diversos cossos i una torre. El cos principal consta de planta baixa i un pis i la teulada és a doble vessant. La porta principal és un arc de mig punt adovellat però la resta d'obertures de la masia són petites i allindanades. La resta de cossos són d'una sola planta i tenen teulada a una o dues vessants. Tot el conjunt s'articula a partir d'un pati.
En destaca la torre, de planta circular i una alçària aproximada d'uns 13 metres. És lleugerament atalussada, i conserva diverses obertures allindanades, així com les gàrgoles i els merlets esglaonats del coronament. El material emprat en la construcció és el paredat, amb carreus ben escairats als emmarcaments de les obertures. La torre es troba integrada actualment al conjunt de la masia. Sobre el pont de comunicació hi ha un matacà que protegia l'accés a la torre.